# Radulinopsis taranetzi
Radulinopsis taranetzi és una espècie de peix pertanyent a la família dels còtids.

## Descripció
- Fa 6 cm de llargària màxima.
- Nombre de vèrtebres: 35-36.[4]

## Hàbitat
És un peix marí, demersal i de clima temperat que viu entre 5 i 40 m de fondària.

## Distribució geogràfica
Es troba al Pacífic nord-occidental: Hokkaido (el Japó) i el Golf de Pere el Gran.

## Observacions
És inofensiu per als humans.